# アメリカナマズウイルス病
アメリカナマズウイルス病(英: channel catfish viral disease;CCVD)とはヘルペスウイルス科Ictaluvirus属に属するアメリカナマズヘルペスウイルス(Ictalurid herpesvirus, channel catfish virus;CCV)を原因とするアメリカナマズの感染症。アメリカナマズウイルス病では水温が25℃以上になると急激に仔稚魚の斃死が増加し、鰭基部の出血、腹部膨満が認められる。内部所見として黄色の腹水、内臓の褪色、脾腫、肝臓の出血が観察される。診断にはウイルス分離が用いられ、病魚の魚体、臓器、血液を材料としてBB細胞株、O細胞株、アメリカナマズの初代培養細胞のいずれかに接種して培養する。防疫法として、感染魚の排除、養殖池の消毒を行い、CCVが存在しない状態でCCVに対する抵抗性の高い系統やハイブリッドを導入することが挙げられる。